# Civil War (pel·lícula)

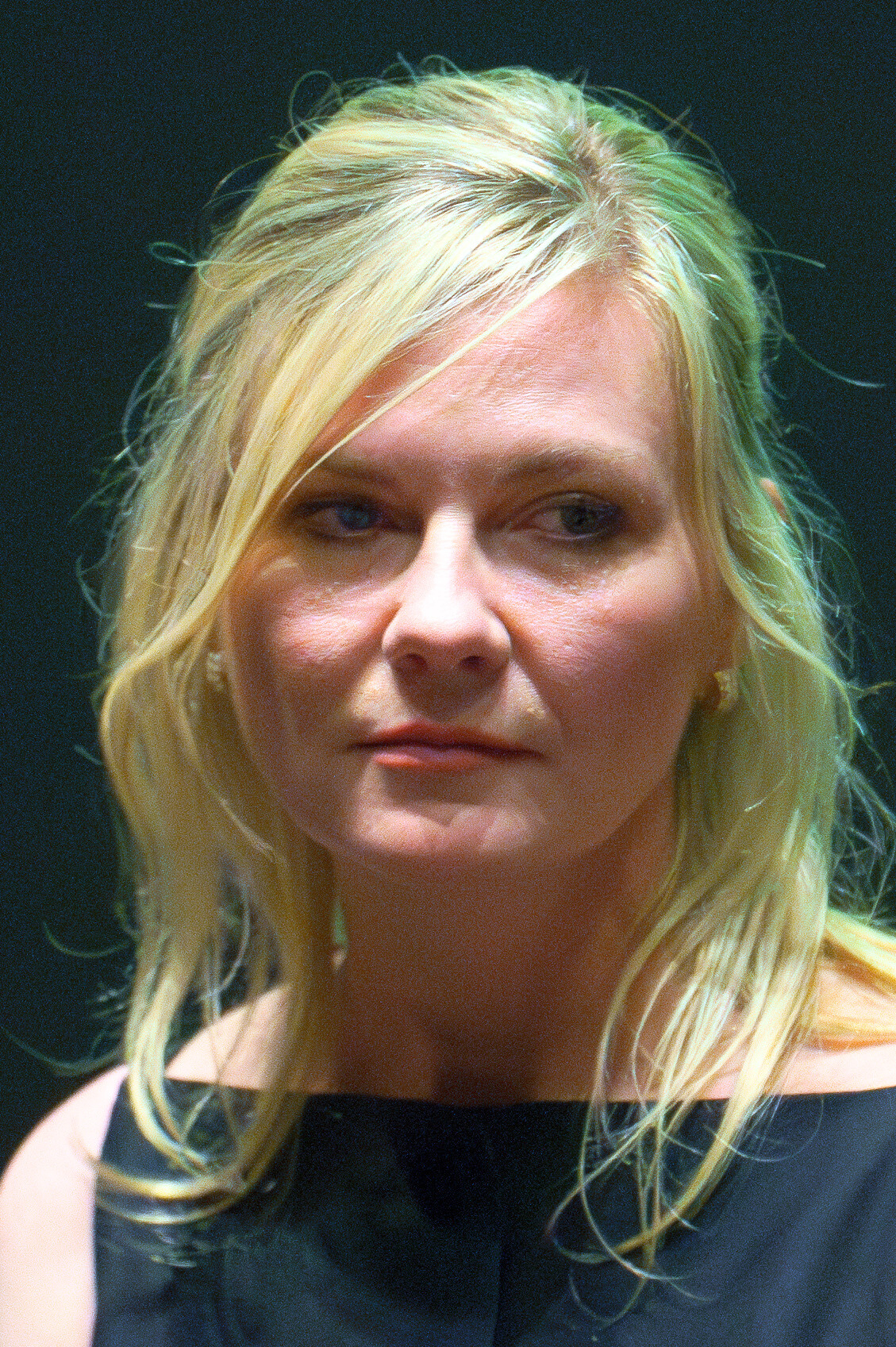
Kirsten Dunst a l'estrena mundial de la pel·lícula.

Civil War és una pel·lícula bèl·lica distòpica del 2024 escrita i dirigida per Alex Garland i protagonitzada per Kirsten Dunst, Wagner Moura, Cailee Spaeny, Stephen McKinley Henderson, Sonoya Mizuno i Nick Offerman. Se centra en un equip de periodistes que viatgen pels Estats Units durant una ràpida escalada de la Segona Guerra Civil Americana, que ha dividit la nació. Ha estat doblada i subtitulada al català.
Civil War es va exhibir per primer cop a South by Southwest el 14 de març de 2024 i es va estrenar als Estats Units amb la distribució d'A24 i al Regne Unit amb Entertainment Film Distributors el 12 d'abril de 2024. Va rebre crítiques positives i ha recaptat més de 25 milions de dòlars a tot el món.

## Argument

Mapa de la divisió dels Estats Units segons els fets descrits a la pel·lícula. Blau: Estats lleials. Verd: Forces Occidentals. Vermell: Aliança de Florida. Groc: Nou Exèrcit Popular.

En un futur pròxim, els Estats Units estan immersos en una segona guerra civil. El país s’ha fragmentat, amb diverses faccions rebels que han pres el control de regions senceres. Una coalició militar de les Forces Occidentals lidera l’ofensiva contra el govern federal, mentre altres zones viuen una anarquia violenta i inestable.
En aquest context, un grup de periodistes —encapçalats per la reputada fotògrafa de guerra Lee Smith i el seu company Joel, juntament amb la jove reportera Jessie i el veterà columnista Sammy— emprenen un viatge arriscat des de Nova York cap a Washington DC. L’objectiu és cobrir el que podria ser l’assalt final al president dels Estats Units, atrinxerat a la Casa Blanca.
Durant el viatge travessen territoris devastats, poblacions abandonades i zones controlades per diferents grups armats. Al llarg del camí, enfronten perills constants i són testimonis de la brutalitat del conflicte, posant en dubte la seva pròpia neutralitat com a cronistes de la guerra.
La pel·lícula reflexiona sobre el paper dels mitjans en temps de guerra, la naturalesa de la veritat en els conflictes armats i la responsabilitat dels qui documenten la història. Amb un to intens i realista, Civil War ofereix una visió inquietant d’un futur possible i proper.

## Producció
Civil War va ser anunciada el gener de 2022 com un projecte escrit i dirigit per Alex Garland, en col·laboració amb la productora A24. Garland, conegut per Ex Machina i Annihilation, va reunir un equip creatiu consolidat, incloent-hi els productors Andrew Macdonald i Allon Reich, el director de fotografia Rob Hardy, el muntador Jake Roberts i els compositors Geoff Barrow i Ben Salisbury. El repartiment principal el formen Kirsten Dunst, Wagner Moura, Stephen McKinley Henderson i Cailee Spaeny, tots ells seleccionats per donar vida a personatges immersos en un road trip ple de conflicte intensos i d'acció bèl·lica.
El rodatge es va iniciar el març de 2022 a Atlanta (Geòrgia), amb escenes addicionals filmades a Londres. Amb un pressupost de 75 milions de dòlars, Civil War es va convertir en la producció més costosa d’A24 fins al moment. La pel·lícula es va concebre com un drama bèl·lic distòpic amb una forta càrrega política i ètica, i es va rodar utilitzant tècniques de càmera mòbil i llum natural per aportar un estil realista i documental.

## Repartiment
- Kirsten Dunst com a Lee Smith, una fotoperiodista veterana.
- Cailee Spaeny com a Jessie Cullen, una jove fotògrafa en formació.
- Wagner Moura com a Joel, periodista i company de Lee.
- Stephen McKinley Henderson com a Sammy, un periodista experimentat.
- Sonoya Mizuno com a Anya, reportera britànica.
- Nick Offerman com el president dels Estats Units.
- Jefferson White com a Dave.
- Nelson Lee com a Tony.
- Evan Lai com a Bohai.
- Karl Glusman com a militar.
- Jonica T. Gibbs com a sergent de les Forces Occidentals.
- Juani Feliz com a Joy Butler, agent secret.
- Edmund Donovan com a Eddie.